# Francesco Attesti
Francesco Attesti (né, le 6 juin 1975 à Cortone, en Toscane) est un pianiste italien de renommée internationale.

## Biographie
Francesco Attesti apprend le piano à l'âge de six ans et donne son premier concert à onze ans, exécutant une transcription de la Toccata et fugue en ré mineur de Johann Sebastian Bach.
En 1998, il étudie avec le maestro Luigi Tanganelli au Conservatoire Luigi Cherubini de Florence. Francesco a gagné tous les prix de piano délivrés par cette institution.
Il a suivi des masterclasses avec Jacques Rouvier (1998), Héctor Moreno (1999 - 2000) et Sergio Perticaroli (1996, 1998, 2003) au Mozarteum de Salzbourg.
Francesco Attesti a collaboré avec le compositeur italian Fabio Mengozzi et l'Orchestre philharmonique de chambre tchèque de Prague, exécutant la première italienne du piano concerto Chiavi in Mano par le compositeur Yehudi Wyner (prix Pulitzer).
Actuellement, Francesco Attesti se produit régulièrement dans des salles de concert de renommée internationale telles que : Philharmonia Hall de Saint-Pétersbourg,, Conservatoire Tchaïkovski de Moscou, Mozarteum de Salzbourg, Philharmonie Essen, Festival international de piano de Varsovie, Sarajevo Festival d'hiver, université de Cambridge, université de Leicester, université Columbia à New York, université de Denver dans le Colorado et le conservatoire Giuseppe Verdi de Milan.
Depuis juin 2019, il est Maire adjoint et Conseiller culturel et touristique de la ville de Cortona.

## Enregistrements
- En 1998, Francesco a eu la première occasion d'enregistrer un CD où le label Rugginenti Editore l'étiquette lui a demandé d'enregistrer de la musique contemporaine, pour accompagner des poésies d'Edoardo Sanguineti.

Depuis lors, il a réalisé de nombreux enregistrements pour différents labels tels que:
- En 2003 pour Agorà avec des compositions par Alessandro Grego;
- En 2006 pour Max Research avec la mezzosoprano Annika Kaschenz.
- En 2007, avec son ami organiste, Matteo Galli, il a publié le premier enregistrement du Requiem de Verdi, transcrit pour le piano et l'orgue, sous le label Le Voci della Città[4].
- En 2008 pour Drycastle avec le CD Feeling Chopin consacré totalement à Frédéric Chopin.
- En 2012 pour Drycastle avec le CD Virtuoso Sentimento avec musique de Johann Sebastian Bach, Franz Schubert, Ludwig van Beethoven.
- En 2014 pour Drycastle avec clarinettiste Pietro Tagliaferri il a publié le CD '900, French repertoire for clarinet and piano
- En 2016 pour Drycastle il a publié le DVD Deeply Mozart, avec le concerts pour piano et orchestra KV 449 et KV 488 de Mozart.
- En 2020 pour Drycastle avec le trio AB&C il a publié le CD jazz/progressive Stairway to Bach.

## Prix
- 1996 : concours F.I.D.A.P.A. Valdichiana - Sommerakademie Mozarteum

- 1998 : concours National « Città di Racconigi (CN) »

- 1999 : concours de piano « Città di Grosseto »

- 1999 : concours « Migliori Diplomati »

- 1999 : Festival et Concours de piano « Terme di S. Giuliano »

- 1997 - 1998 : Concours Internationale « Rovere d’Oro »

- 2003 - 2005 : Ursula Ströher Stiftung de Bâle (Suisse)

- 2005 : Paul Harris Fellow par Rotary Club Braintree (Massachusetts - États-Unis)

- 2009 : Paul Harris Fellow par Rotary Club Beverly (Massachusetts - États-Unis)

- 2011 : Clés de la ville, Levelland (Texas)

- 2011 : Artist Changes Lives, Edinburg (Texas)

- 2011 : citoyen d'honneur, Diamante, Argentine
- 2012 : Paul Harris Fellow par Rotary Club Burlington (Vermont - États-Unis)

- 2013 : clés de la ville, McAllen (Texas)
- 2015 : clés de la ville, Hornell (New York)
- 2018: Ars Contemporanea Prix, Castiglione del Lago (Italie)
- 2019: Cortona città del Mondo, Cortona (Italie)
- 2022: Bulli ed Eroi 2022. Prix pour les excellences musicales, Montepulciano (Italie)